# 2635 Гаггінс
2635 Гаггінс (2635 Huggins) — астероїд головного поясу, відкритий 21 лютого 1982 року.
Тіссеранів параметр щодо Юпітера — 3,634.